# Misterium (komiks)
Misterium (ang. The Mystery Play) – amerykańska powieść graficzna autorstwa Granta Morrisona (scenariusz) i Jona J. Mutha (ilustracje), opublikowana w 1994 roku przez DC Comics w kolekcji Vertigo. Polskie wydanie ukazało się w 2008 roku nakładem Manzoku.
Jest to opowieść o śledztwie dotyczącym zabójstwa aktora odtwarzającego rolę Boga w misterium. Akcja rozgrywa się w fikcyjnym angielskim miasteczku Townley, w którym inspektor Frank Carpenter stara się rozwikłać zagadkę zbrodni. Historia nabiera alegorycznego wymiaru, gdy policjant, przesłuchując kolejnych świadków, stara się odkryć naturę Boga, sam zaś skrywa mroczną tajemnicę.